# Pont Neuf (Pissarro-kép)
A Pont Neuf Camille Pissarro alkotása, amely a Szépművészeti Múzeum gyűjteményének része.
Pissarro az 1890-es években sorozatokat festett Párizs egy-egy fontos épületéről, építményéről, ennek részeként készült el az 1902-es Pont Neuf is. A festő általában felülnézeti pozícióból, bérelt lakásból vagy szállodai szobából festett. A hidat kortársai közül Pierre-Auguste Renoir és Claude Monet is megörökítette.
„A körültekintően kiválasztott felülnézeti pozíció folytán a túlparti házak teljes fronthomlokzatukkal mutatkoznak, és megnövelt hangsúlyt kap a kép előterét átlósan átszelő híd széles passzázsának, a tartópilléreknek az architektonikus tömbje. Az épületek szerkezeti tömegét feloldja a kép egész felületét felbontó és immateriálissá tévő festéstechnika. Pissarro városképi sorozatai nem egyszerűen látképek: minden esetben az adott hely valamilyen jól megfigyelt sajátosságára összpontosított. A Pont-Neuf esetében a hídon áthaladó forgalom, a nyüzsgő tömeg élettelisége izgatta”, írta a képről Tóth Ferenc művészettörténész.